# Rutstroemia conformata
Rutstroemia conformata är en svampart som först beskrevs av Petter Adolf Karsten, och fick sitt nu gällande namn av John Axel Nannfeldt 1942. Rutstroemia conformata ingår i släktet Rutstroemia och familjen Rutstroemiaceae.   Inga underarter finns listade i Catalogue of Life.
I den svenska databasen Dyntaxa används istället namnet Ciboria conformata för samma taxon.  Arten är reproducerande i Sverige.